# Wołcz
Wołcz – przysiółek wsi Zbica w Polsce, położony w województwie opolskim, w powiecie namysłowskim, w gminie Świerczów.
Do 1945 miejscowość nosiła nazwę Schönwiese i administracyjnie stanowiła część wsi Dąbrowa (Dammer).
W latach 1975–1998 przysiółek administracyjnie należał do ówczesnego województwa opolskiego.